# Freienhof (Luzern)

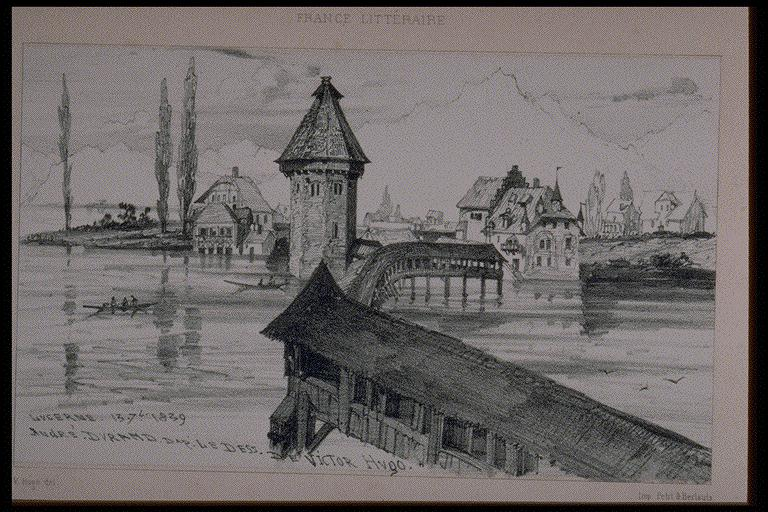
Freienhof mit Kapellbrücke

Der Freienhof war ein Gebäude am südlichen Brückenkopf der Kapellbrücke von Luzern, dessen Baugeschichte spätestens vom Hochmittelalter bis zu seinem Abriss im Jahr 1949 reicht. 

## Struktur und Name
Der Freienhof bestand aus drei Hausteilen: einem Vorderhaus an der Flussseite mit Lauben und dem Tor zur Kapellbrücke, einem wehrhaften Hinterhaus am Hirschengraben (später Teil der Stadtmauer) sowie einem verbindenden Mittelhaus. Sein Name verdankt er vermutlich der Handelsfamilie Frey. Im 14. und 15. Jahrhundert wurde er auch „Goventor“ genannt, wobei nicht geklärt ist, ob sich „gov“ auf den Brückeneingang als ein Stecknadelöhr bezieht, oder auf Kinder, die für gewöhnlich auf dem Kegelplatz unter den Lauben des Vorderhauses gespielt hatten.

## Baugeschichte

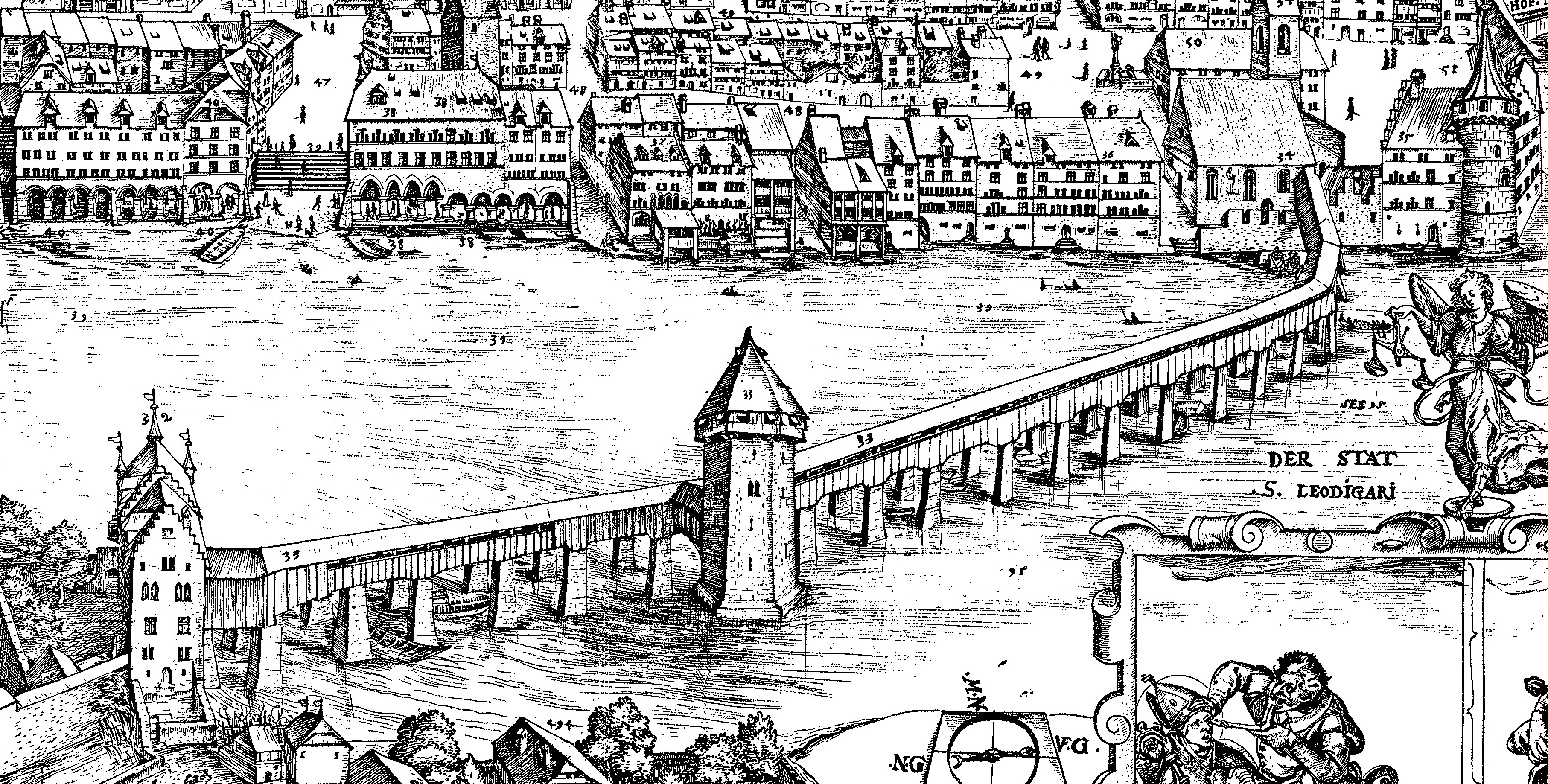
Freienhof als Südportal zur Kapellbrücke

### Mittelalterlicher Wehrturm
Der älteste Teil des Freienhofs war wahrscheinlich das Hinterhaus, das im Mittelalter als wehrhafter steinerner Wohnturm zum Schutz der Höfe auf dem linken Ufer der Reuss errichtet worden war. Nach dem Bau der Ringmauer von der zweiten Hälfte des 13. Jahrhunderts bis ins 14. Jahrhundert sowie der Errichtung der Kapellbrücke um 1365 war der Freienhof in das Stadtleben eingebunden und spielte eine besondere Rolle im Sicherheitskonzept der Luzerner Kleinstadt: Er bildete das östliche Ende der Ringmauer und verband diese mit der Kapellbrücke und damit mit dem grösseren Stadtgebiet auf dem rechten Ufer der Reuss. Der Eigentümer des Freienhof hatte die Schlüsselgewalt über das Tor zur Brücke und stellte die Wachen. 

### Pfyffers Brauerei

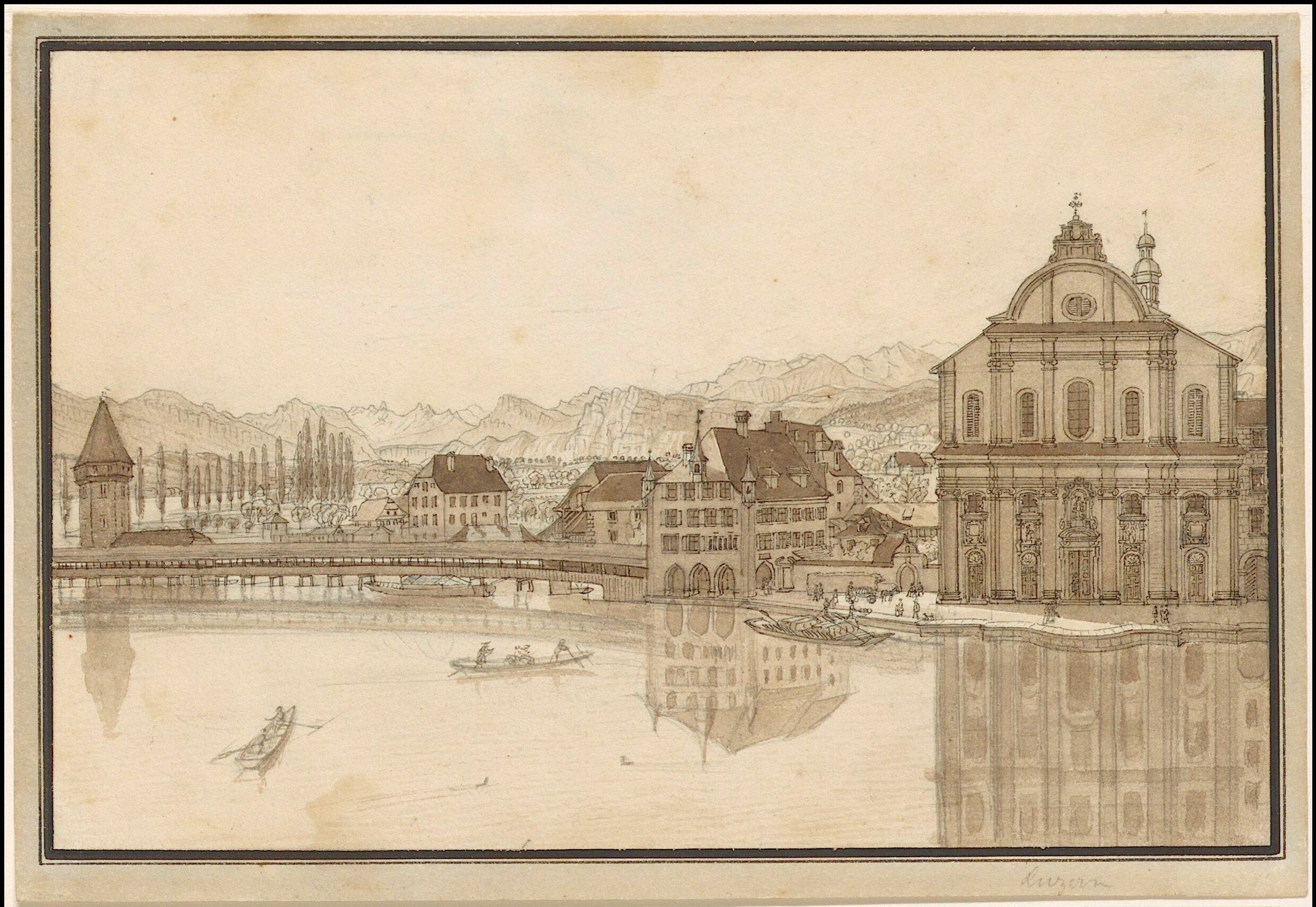
Freienhof mit Jesuitenkirche

Im 17. Jahrhundert wurde westlich des Freienhofs die Jesuitenkirche errichtet. Aufgrund der jesuitischen Liegenschaftspolitik waren die baulichen Entwicklungsmöglichkeiten für den Freienhof beschränkt. In der ersten Hälfte des 19. Jahrhunderts gelang der damaligen Eigentümer-Familie Pfyffer eine Vergrösserung des Areals durch eine Aufschüttung an der Ostseite sowie durch eine bauliche Umwandlung der Lauben. Der Freienhof wurde zu einer Bierbrauerei mitsamt einer Wirtschaft und Biergarten. Auf der Westseite entstand zwischen Freienhof und Jesuitenkirche ein dreigeschossiges Kunstkabinett. Ab 1833 verlor der Freienhof seine Funktion als Brückentor. Die Stadt Luzern verkürzte die Kapellbrücke und errichtete durch Aufschüttung ein neues Quai (Bahnhofstrasse) und weiteres Bauland auf der östlichen Seite. Der Freienhof wurde zum Stadthaus zwischen Jesuitenkirche und dem neu gebauten Luzerner Stadttheater.

### Modernes Stadthaus

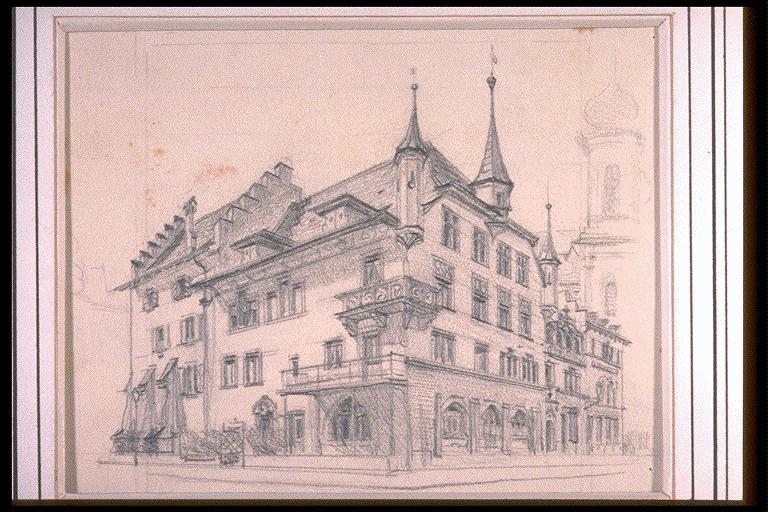
Freienhof als Stadthaus

Ab 1843 waren unter wechselnden Eigentümern verschiedene Betriebe gleichzeitig oder nacheinander im Freienhof untergebracht: neben der vorerst bleibenden Brauerei ein Café, ein Delikatessen- und Südfrüchtehandel, eine Bank, eine Stickerei, ein Nahrungsmittel-Grosshandel, die Theaterwerkstatt des Luzerner Stadttheaters, ein Goldschmiedeatelier, ein Theatermalsaal und eine Seilerei. Ausserdem diente der Freienhof ab 1899 dem Bergbahnpionier Roman Abt als repräsentativer Wohnsitz, zu welchem Zwecke die Fassade mit Balkonen und verschiedenen Schmuckelementen angereichert wurde. 1943 kaufte der Kanton Luzern den Freienhof als heruntergekommene Touristenattraktion und wandelte ihn in ein zeitgemässes Wohn- und Geschäftshaus, bis er 1949 abgerissen wurde.

## Der Abriss
Drei Faktoren führten zum Abriss des Freienhofs und damit zum kompletten Verlust von dessen historischer Bausubstanz: 
- Für den geplanten Zusammenschluss der Luzerner Kantonsbibliothek mit der städtischen Bürgerbibliothek suchte der Kanton Luzern einen geeigneten Ort für den Bau einer neuen Zentralbibliothek in der Nähe des Regierungsgebäudes auf dem linken Reussufer.
- Der spätgotische Palast passte gemäss städtebaulichen Studien nicht mehr so recht in das durch die architektonische Moderne geprägte Luzerner Ortsbild.
- Das Interesse an einer gemeinsamen Zentralbibliothek begünstigte eine rasche Zustimmung des Luzerner Stadtrates zu den kantonalen Abrissplänen.

Der historische Wert des Freienhofs wurde somit von den kantonalen und städtischen Behörden nicht erkannt oder für zu gering erachtet, so dass er nur kurze Zeit nach dem Einverständnis des Grossen Rates des Kanton Luzerns und trotz Protesten anfangs 1949 vollständig abgerissen wurde. Fundamente älterer Bauten, die unter dem Freienhof sichtbar geworden waren, wurden aufgrund des Aushubs einer Baugrube für den geplanten Neubau ebenfalls abgetragen. Nichts blieb erhalten.
Schliesslich verzichtete der Kanton dann doch auf einen Neubau zwischen Jesuitenkirche und Stadttheater und errichtete nach einem Landtausch mit der Stadt das geplante Gebäude der neuen Zentral- und Hochschulbibliothek im Vögeligärtli an der Sempacherstrasse. Die Baugrube wurde 1952 zugeschüttet. Umfangreiche Planunterlagen mit Aufrissen des gesamten Ensembles sind im Staatsarchiv Luzern zugänglich. Heute befindet sich am alten Platz des Freienhofs eine kleine Rasenfläche vor der freistehenden Ostfassade der Jesuitenkirche auf der einen Seite und der Theaterplatz auf der anderen. Dazwischen führt eine Strasse, die den Hirschengraben mit der Bahnhofstrasse verbindet.